# Bourreria hintonii
Bourreria hintonii är en strävbladig växtart som först beskrevs av La Llave och Lex., och fick sitt nu gällande namn av Ivan Murray Johnston. Bourreria hintonii ingår i släktet Bourreria och familjen strävbladiga växter. Inga underarter finns listade i Catalogue of Life.